# August Grisebach
August Heinrich Rudolph Grisebach (Hannover, 1814. április 7. – Göttingen, 1879. május 9.) német botanikus, a növénytársulástan gyakorlati megalapozója. Botanikai szakmunkákban nevének rövidítése: „Griseb.”.

## Élete
1832–35 Göttingen, 1835–1837 Berlin, egyetemista (orvostudományok, növénytan); 1837–41 Göttingeni Egyetem, magántanár az orvosi fakultáson; 1841–47 Göttingeni Egyetem, rendkívüli tanár; 1847–79 Göttingeni Egyetem, rendes tanár, 1875–79 a Göttingeni Egyetem növénykertjének igazgatója. Szakmai hagyatékát fia, Eduard Grisebach író, költő, diplomata adta ki.

## Terepi munkássága
Számos tájegység flóráját tanulmányozta, írta le a helyszínen:
- 1839: Bithünia, Trákia, Makedónia, Albánia;
- 1842: Norvégia,
- 1850: a Pireneusok,
- 1852: Erdély és Krassó-Szörény vármegye.

1840–53 között az Archiv für Naturgeschichte-ben, 1866 után a Geographischer Jahrbuch-ban évenként jelentést közölt a növényföldrajz fejlődéséről. A Bruhns Biographie Humboldts kiadó kérésére fel is dolgozta a témát.

## Fontosabb növényföldrajzi és rendszertani művei
- Observationes quaedam de familiae Gentianearum characteribus (Berlin, 1836)
- Genera et species Gentianearum (Stuttgart és Tübingen, 1839)
- Smilaceae, Dioscoreae und Malpighiaceae (In: Martius: Flora brasiliensis)
- Erläuterungen ausgewählter Pflanzen des tropischen Amerika (Göttingen, 1860)
- Grundriss der systematischen Botanik für akademische Vorlesungen (Göttingen, 1854)
- Reise durch Rumelien u. nach Brussa im Jahr 1839 (Göttingen, 1841, 2 kötet)
- Spicilegium florae Rumelicae (Braunschweig, 1843-46, 2 köt.)
- Über die Bildung des Toorfs in den Emsmooren (Göttingen, 1846)
- Die Vegetationslinien des nordwestlichen Deutschland (Göttingen, 1846)
- Die geographische Verbreitung der Hieracien (Göttingen, 1852)
- Systematische Untersuchungen über die Vegetation der Karaiben (Göttingen, 1857)
- Systematische Bemerkungen über die Pflanzensammlungen Philippis und Lechlers im südlichen Chile u. an der Magellanstrasse (Göttingen, 1854)
- Flora od the Britisch Westindian islands (London, 1859–1864, 2 köt.)
- Die geographische Verbreitung der Planzen Westindiens (Göttingen, 1865)
- Catalogus plantarum Cubensium (Lipcse, 1866)
- Plantae Lorentzianae (argentínai növények botanikai feldolgozása, Göttingen, 1874)
- Symbolae ad floram Argentinam (Göttingen, 1879)
- Grisebach, A., Schenk, A.: Iter Hungaricum anno 1852, susceptum, Beiträge zur Systematik der ungarischen Flora (In: Wiegmann: Archiv für Naturgeschichte 18., 1852)
- Die Vegetation der Erde nach ihrer klimatischen Anordnung (Lipcse, 1872, 2. köt. 1885.)